# Селігдар
58°21′33″ пн. ш. 125°24′45″ сх. д. / 58.359166666667° пн. ш. 125.4125° сх. д.

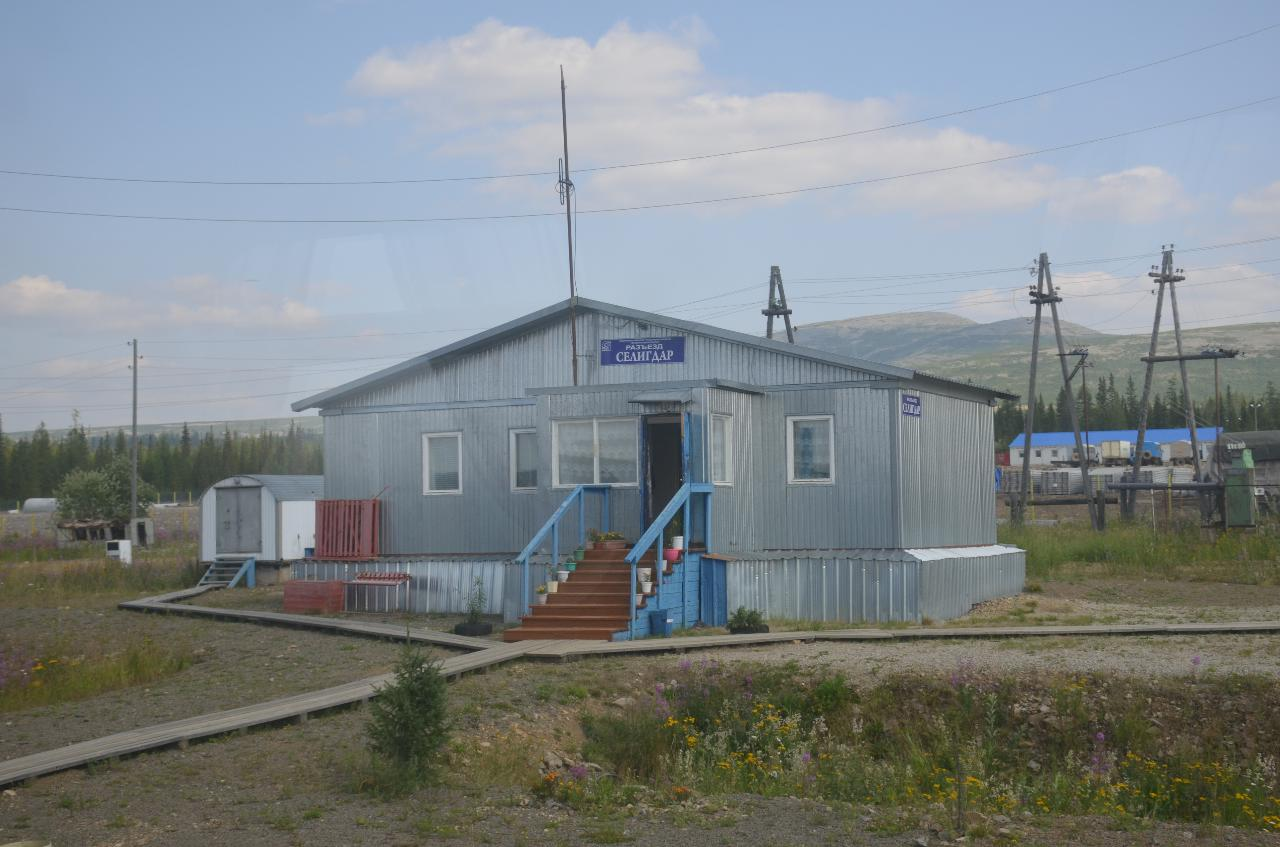
Вокзал

Селігдар (рос. Селигдар) — роз'їзд Якутської залізниці (Росія), розміщений на дільниці Нерюнгрі-Пасажирська — Нижній Бестях між роз'їздами Великий Німнир (відстань — 37 км) і Косаревський (17 км). Відстань до ст. Нерюнгрі-Пасажирська — 245 км, до транзитного пункту Тинда — 474 км.